# Камишли
Камишли́ або Ель-Камишли (араб. القامشلي; курд. Qamişlo) — місто на північному сході Сирії, на кордоні з Туреччиною, межує з турецьким містом Нусайбін, і знаходиться близько до Іраку. Місто є частиною мухафази Хасеке, адміністративним центром. Під час громадянської війни в Сирії місто стало політичним центром Сирійського Курдистану.

## Етимологія
Місто спочатку було невеликим селом, яке ассирійці називали Bet Zalin (ܒ ܝ ܬ ܙ ܐ ܠ ܝ ̈ ܢ), що означає «Дім тростини». Сучасна назва є наслідуванням форми «kamış», яке перекладається як «очерет» з турецької мови.

## Історія
Ель-Камишли розташоване біля підніжжя Таврських гір, недалеко від території стародавнього хурритского міста Уркеш, яке було засноване в четвертому тисячолітті до нашої ери.
Сучасне місто було засноване в 1926 році як залізнична станція на вузлі Тавр.
Ель-Камишли — найбільше місто мухафази Аль-Хасаке. Місто є центром сирійської курдської проблеми. З 2013 року воно виступає як столиця Сирійського Курдистану, ассирійці/сирійці також стверджують, що це їх громадська столиця.
У березні 2004 року під час футбольного матчу в місті почалися заворушення. Деякі люди почали прославляти Саддама Хусейна, перетворюючи матч на політичний конфлікт проти курдів, та забирати сепаратистські курдські прапори. Бунт вийшов за межі стадіону, проти сирійської поліції та проти цивільних осіб Ель-Камишли була використана зброя. Принаймні 30 курдів були вбиті сирійськими службами безпеки після поновлення контролю над містом. Події стали відомі як «різанина Ель-Камишли».
У червні 2005 року тисячі курдів провели демонстрацію в Ель-Камишли на знак протесту проти вбивства Шейха Хазнаві, курдського священнослужителя в Сирії, що призвело до загибелі одного поліцейського і до травмування чотирьох курдів.
Місто також відоме своїм великим різдвяним парадом у грудні і святкування фестивалю Навреза в березні, які проводяться щороку. Незважаючи на зіткнення на етнічному ґрунті, у тому числі протягом сирійської громадянської війни, яка триває з 2012 року, курди (що складають більшість населення), мусульмани та вірмени живуть пліч-о-пліч.
На початку 2016 року Росія розпочала облаштування закинутого міжнародного аеропорту поблизу міста задля власних військових потреб з підтримки режиму Башара Асада.

## Населення
Населення міста становить 90 000 осіб (з передмістями 184 231) за переписом 2004 року. Ель-Камишли входить до числа десяти найбільших міст у Сирії за чисельністю населення.
Ель-Камишли — місто зі змішаними етнічними групами. Переважно це курди, християни та араби. Християни міста в основному складаються з ассирійців/сирійців і вірменів. Місто було засноване ассирійськими/сирійськими біженцями, які рятувалися від геноциду ассирійського народу в сучасній Туреччині. Сьогодні курди, ассирійці/сирійці, араби і вірмени (близько 8500, з яких 2000 вірмено-католики) живуть пліч-о-пліч у місті.
Ель-Камишли було також домівкою для значної єврейської громади. У 1930 році єврейське населення Ель-Камишли налічувало 3000 чоловік. Починаючи з 1947 року становище євреїв погіршилося. Всі євреї, зайняті в державних установах, були відразу звільнені. Багато єврейських жінок були заарештовані та побиті зі схвалення влади. Масова імміграція євреїв з Сирії досягла максимуму через насильство, таке, як 1947 року під час погрому в Алеппо. До 1963 року громада скоротилася до 800 єврейських жителів, потім до 150 після Шестиденної війни. Лише дехто з них проживає в місті сьогодні.

## Спорт
У місті базується футбольний клуб «Аль-Джихад».

## Клімат
| Клімат                                     | Клімат | Клімат | Клімат | Клімат | Клімат | Клімат | Клімат | Клімат | Клімат | Клімат | Клімат | Клімат | Клімат |
| Показник                                   | Січ.   | Лют.   | Бер.   | Квіт.  | Трав.  | Черв.  | Лип.   | Серп.  | Вер.   | Жовт.  | Лист.  | Груд.  | Рік    |
| Середній максимум, °C                      | 10,9   | 12,6   | 16,7   | 22,1   | 29,2   | 36,1   | 40,3   | 39,8   | 35,4   | 28,3   | 19,3   | 12,7   | 25,3   |
| Середній мінімум, °C                       | 2,7    | 3,5    | 6,3    | 10,3   | 14,9   | 20,0   | 23,5   | 23,0   | 19,5   | 15,0   | 8,8    | 4,4    | 12,7   |
| Норма опадів, мм                           | 77.5   | 71.9   | 68.2   | 59.0   | 29.0   | 2.2    | 0.3    | 0.1    | 0.8    | 18.0   | 38.5   | 66.9   |        |
| Днів з опадами                             | 11     | 11     | 11     | 10     | 6      | 1      | 0      | 0      | 0      | 4      | 7      | 10     |        |
| ------------------------------------------ | ------ | ------ | ------ | ------ | ------ | ------ | ------ | ------ | ------ | ------ | ------ | ------ | ------ |
| Джерело: World Meteorological Organization |        |        |        |        |        |        |        |        |        |        |        |        |        |

## Відомі особистості
В поселенні народився:
- Габі Джалло (* 1989) — нідерландський футболіст ассирійського походження.